# Regent's Canal

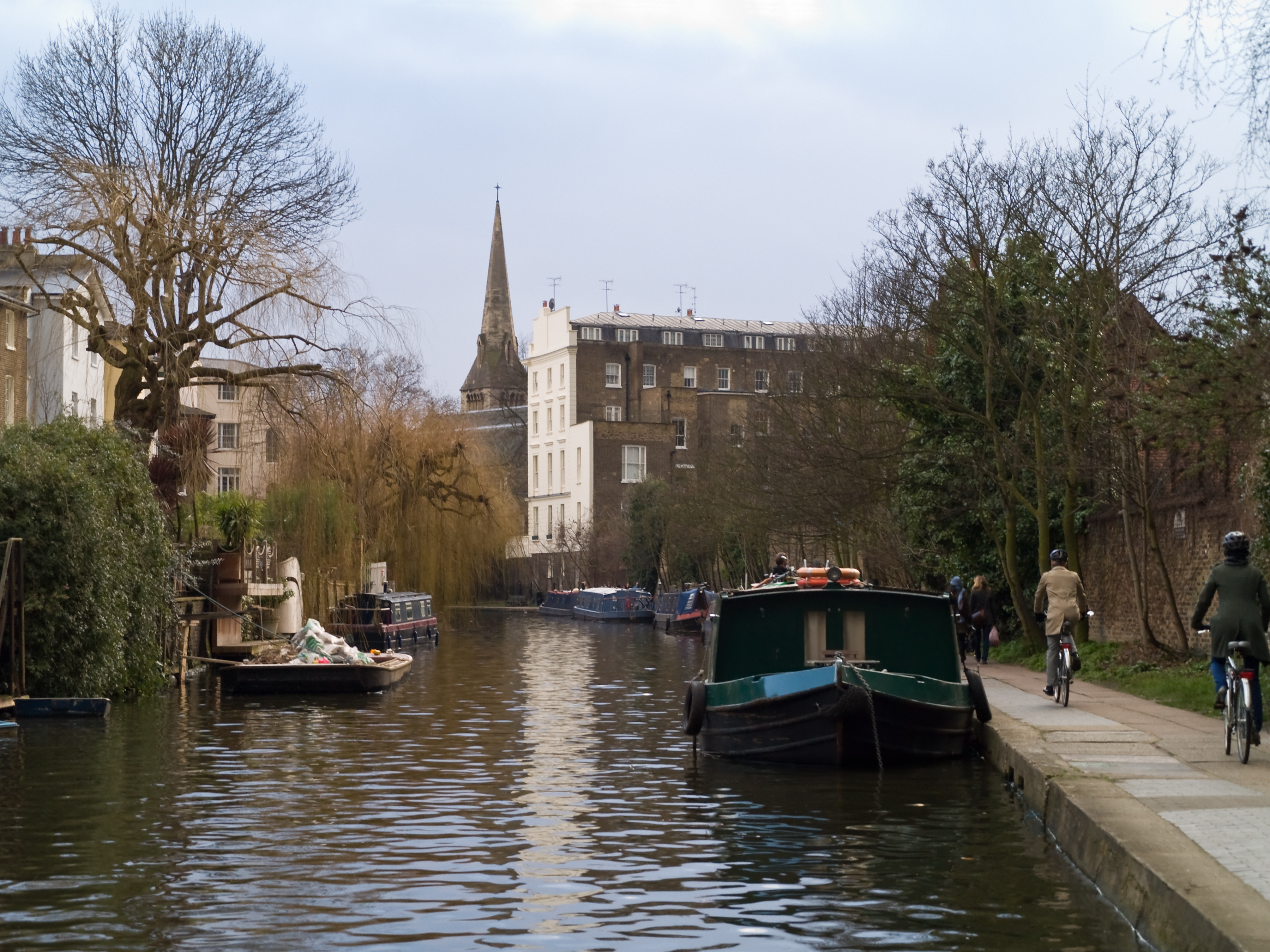
Il Regent's Canal

Il Regent's Canal è un canale artificiale che attraversa la zona immediatamente a nord di Central London. Collega la sezione di Paddington del Grand Union Canal, a nord-ovest del bacino di Paddington, al Limehouse Basin e al fiume Tamigi nella zona est di Londra. Il canale è lungo 13,8 chilometri (8,6 miglia).

## Storia
La sua realizzazione venne proposta per la prima volta da Thomas Homer nel 1802 quale collegamento fra il ramo di Paddington di quello che era allora il Grand Junction Canal (aperto nel 1801) e il Tamigi a Limehouse. Il Regent's Canal venne costruito agli inizi del XIX secolo, dopo l'approvazione di un Atto del Parlamento nel 1812. Il famoso architetto John Nash era uno dei direttori della compagnia. Nel 1811 Nash aveva realizzato un progetto per il principe reggente per la ristrutturazione di una grande area nella zona centrale e nord di Londra; di conseguenza, il Regent's Canal, che correva in parte lungo il lato nord di Regent's Park, venne incluso nel progetto.

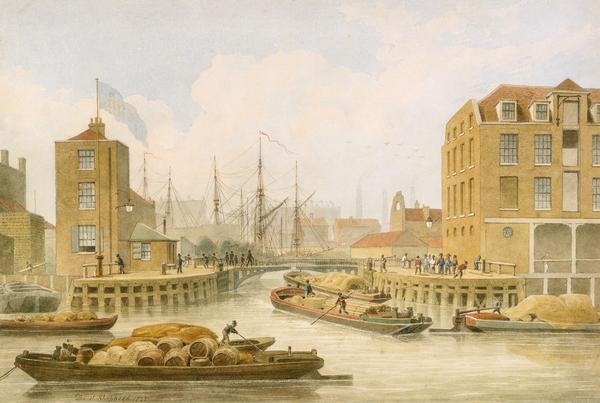
L'ingresso del Regent's Canal a Limehouse, 1823

Come per molti altri progetti di Nash, il disegno dei dettagli venne affidato a uno dei suoi assistenti, in questo caso James Morgan, che venne nominato ingegnere capo della compagnia incaricata della realizzazione del canale. I lavori iniziarono il 14 ottobre 1812. La prima sezione, da Paddington a Camden Town, venne inaugurata nel 1816 e comprendeva un tunnel lungo 251 metri sotto Maida Hill, a est di un'area oggi nota come Little Venice, e un tunnel molto più corto, di 48 metri, sotto Lisson Grove. La sezione da Camden a Limehouse, comprendente il tunnel di Islington, lungo 886 metri, e il Regent's Canal Dock (utilizzato per trasferire merce dalle navi marittime alle chiatte fluviali, e oggi noto come Limehouse Basin) venne aperta quattro anni più tardi, il 1º agosto 1820. Furono costruiti anche diversi bacini intermedi, alcuni dei quali tuttora esistenti.
Il City Road Basin, il più vicino alla City di Londra, ben presto superò il Paddington Basin per quantità di merce trasportata, principalmente carbone e materiali da costruzione. Si trattava di beni che venivano trasportati in ambito locale, contrariamente allo scopo iniziale del canale, che era quello di trasbordare merci di importazione verso le Midlands. L'apertura della ferrovia Londra-Birmingham nel 1838 in effetti fece crescere il quantitativo di carbone trasportato per mezzo del canale. Agli inizi del XX secolo, tuttavia, con il commercio verso le Midlands perso a favore della ferrovia e con la crescita dei trasporti effettuati su strada, il canale era sprofondato in una lunga fase di declino.

### Progetti ferroviari
Ci fu un certo numero di progetti, mai realizzati, per trasformare il tracciato del canale in una linea ferroviaria. Nel settembre 1845 un'assemblea speciale dei proprietari approvò la vendita del canale per un milione di sterline a un gruppo di investitori che avevano formato allo scopo la Regent's Canal Railway Company.
La compagnia ferroviaria in seguito fallì, ma nel 1846 i direttori della compagnia cercarono di far approvare dal Parlamento una legge che permettesse la costruzione di una ferrovia lungo le rive del canale. Il progetto fu abbandonato a seguito di una forte opposizione, principalmente da parte del governo, che era contrario all'idea di una ferrovia che attraversasse il Regent's Park. Nel 1859 vennero proposti due ulteriori piani per trasformare il canale in una ferrovia. Uno, di una compagnia denominata Central London Railway and Dock Company, fu approvato dai direttori, ma, ancora una volta, la compagnia fallì. Nel 1860 la Regent's Canal Company propose la costruzione di un binario lungo il canale da King's Cross a Limehouse, ma non riuscì a raccogliere fondi sufficienti. Ulteriori progetti, proposti nei successivi vent'anni, non portarono ugualmente ad alcun risultato.
Nel 1883, dopo alcuni anni di trattative, il canale fu venduto a una compagnia chiamata Regent's Canal and City Docks Railway Company al prezzo di 1.170.585 sterline. La compagnia cambiò nome in North Metropolitan Railway and Canal Company nel 1892, ma nessuna ferrovia venne costruita; invece, la compagnia raccolse fondi per investirli nel miglioramento del canale e delle banchine ed infine, nel 1904, divenne la Regent's Canal and Dock Company.

### Ventesimo secolo
Nel 1927 la Regent's Canal Company comprò il Grand Junction Canal e il Warwick Canal e il 1º gennaio 1929 fuse le tre precedenti in una nuova compagnia, con il nome di Grand Union Canal Company. Venne anche formata una compagnia sussidiaria incaricata del trasporto, la Grand Union Canal Carrying Co., con una flotta di 186 coppie di nuove imbarcazioni. Una vigorosa politica di espansione venne combinata con una fruttuosa ricerca di nuovo traffico, che veniva trasportato in gran parte sul Regent's Canal. Il traffico di ferro e acciaio destinati a Birmingham e importati attraverso il Regent's Canal Dock venne sottratto alle ferrovie, offrendo un servizio più rapido e meno costoso. Altri beni trasportati comprendevano grano, scarti della lavorazione del cuoio, cresolo, ceneri di zinco e persino formaggio. L'andamento declinante degli anni venti era stato invertito e il tonnellaggio salì dalle 8.999 tonnellate del 1931 alle 168.638 tonnellate del 1941. Nell'agosto 1938 il Cumberland Basin fu sbarrato e prosciugato e nel corso dei due anni seguenti venne formalmente abbandonato.
Il Regent's Canal venne nazionalizzato nel 1948. All'epoca, l'importanza del canale per il traffico commerciale stava diminuendo e alla fine degli anni sessanta le imbarcazioni commerciali avevano quasi smesso di operare. I veicoli stradali stavano prendendo in carico il traffico che non era già stato perso a favore della ferrovia nel XIX secolo e la chiusura del Regent's Canal Dock nel 1969 fu il colpo di grazia per il canale.

### Utilizzo moderno

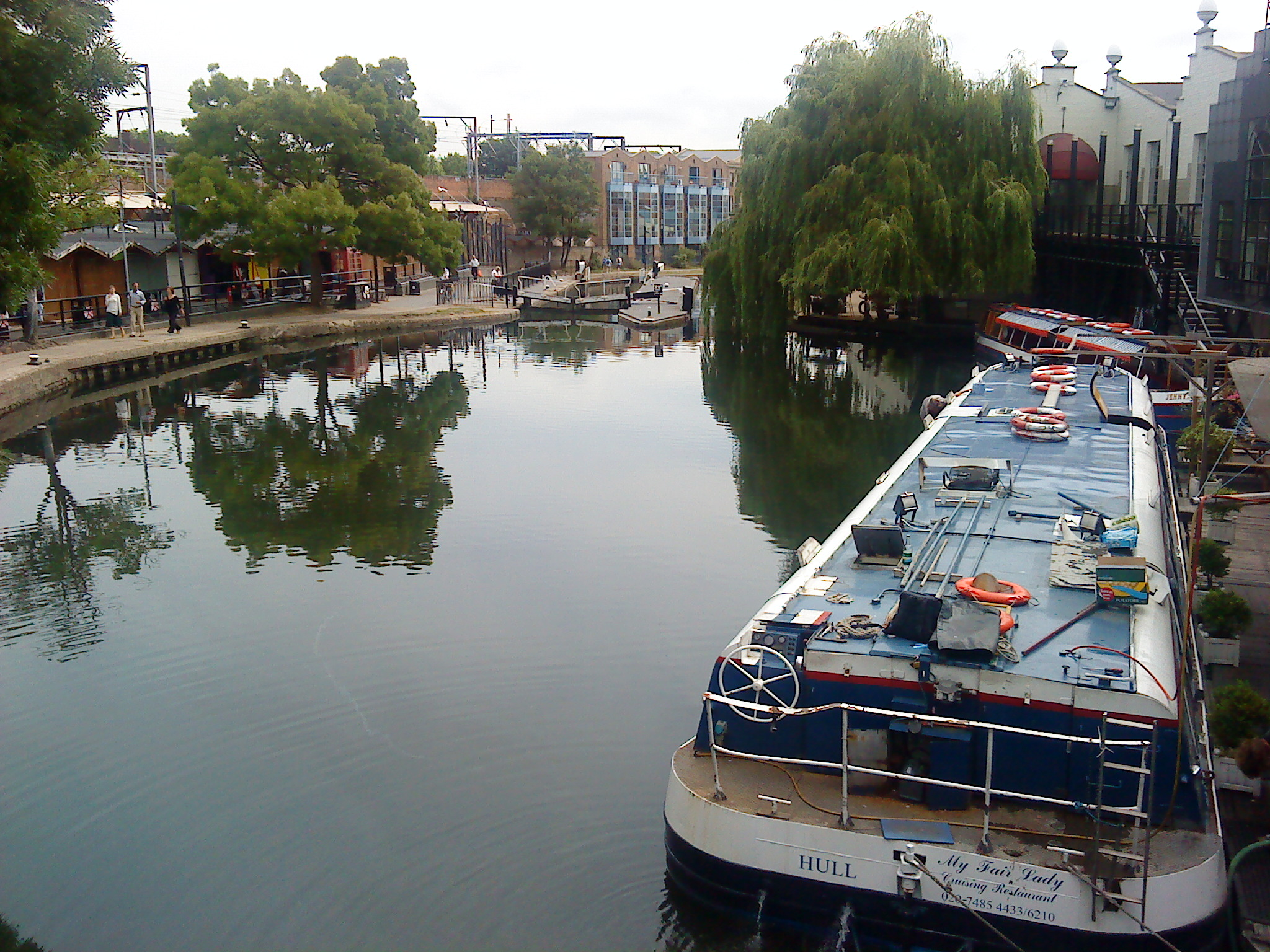
Il Canale a Camden Town

Il canale oggi è utilizzato frequentemente per gite di piacere. Un regolare servizio di autobus acquatici opera tra Maida Vale e Camden, con frequenza oraria nei mesi estivi.
A causa dell'incremento dell'utilizzo della bicicletta da parte dei pendolari in seguito agli attentati del 2005 e con la crescente sensibilità ambientalista, l'alzaia che corre lungo il canale è diventata una pista ciclabile molto frequentata. La National Cycle Route 1 include il tratto lungo il canale da Limehouse Basin a Mile End. La British Waterways ha portato avanti diversi studi sugli effetti della condivisione dell'alzaia tra ciclisti e pedoni; tutti gli studi hanno concluso che, malgrado la larghezza limitata, ci sono relativamente pochi problemi. Un codice di utilizzo regola il comportamento che pedoni e ciclisti devono tenere.

## Nella cultura di massa
Nel 2012 il commediografo Ron Inglis ottenne un finanziamento di 16.000 sterline per scrivere Regent's Canal, a Folk Opera, un Musical che celebra il 200º anniversario dello scavo del canale. Lo spettacolo andò in scena in diverse località di Londra nel corso del 2012.
Il London Canal Museum è situato nella Carlo Gatti's Ice House a King's Cross, al numero 12-13 di New Wharf Road.